# Tu–12
A Tu–12, vagy 77-es gyártmány az 1940-es évek végén a Szovjetunióban a Tupoljev tervezőiroda által kifejlesztett közepes hatótávolságú sugárhajtású bombázó repülőgép, a Tu–2 bombázón alapuló kísérleti sugárhajtású bombázórepülőgép-család utolsó tagja. A Szovjetunióban hadrendbe állított első sugárhajtású bombázó.

## Története
Andrej Tupoljev csak közbülső megoldásnak szánta a későbbi, nagyobb harcértékű sugárhajtású bombázók alkalmazásához szükséges tapasztalatok megszerzése céljából. A fejlesztési munkálatokat Szergej Jeger irányította. A tervezéshez a Tu–2 sárkányszerkezetét vették alapul. A gép futóművét a Tu–2-es hárompontos (farokkerekes) elrendezéséről tricikli (orrfutós) rendszerűvé alakították. A sugárhajtóművek számára a szárnyak középső részén alakították ki a hajtóműgondolákat. A megfelelő hazai sugárhajtómű hiánya miatt a gépbe a Roll-Royce Nene gázturbinás sugárhajtóműveket építették.
Az első két prototípust a Tupoljev-tervezőiroda 156. sz. üzemében építették meg. A 77-es gyártmányjelzésű prototípus 1947 júliusára készült el. Miután az első elkészült gépet átszállították Zsukovszkijba majd ismét összeszerelték, 1947. július 27-én sor került az első felszállásra. A berepülés során a gép fedélzetén Tupoljev is helyet foglalt. A gépet néhány tesztrepülést követően bemutatták az 1947-es tusinói légiparádén is. A gyári berepülések 1947. szeptemberére befejeződtek, majd 1948. október 4. és február 27. között sor került az állami légihatósági tesztekre.
A moszkvai 23. sz. állami repülőgépgyár (GAZ–23) egy kisebb, kb. 50 db-os sorozatot gyártott a repülőgépből, melybe már a Rolls-Royce Nene I gázturbinás sugárhajtómű szovjet másolatát, az RD–45-ös hajtóművet építették (a hajtómű típusjelzése a gyártóra, a 45. sz. gépgyárra utal). Az elkészült gépeket a Szovjet Légierő állította hadrendbe Tu–12 típusjelzéssel, és elsősorban a sugárhajtású repülés gyakorlására, kiképzésre használták.
Egy példányát átépítették repülő laboratóriummá. Ez a gép a Tu–12LL (letajuscsaja laboratorija) jelzést kapta és az 1950-es évek elején lüktető sugárhajtóművek légi teszteléséhez használták. A Tu–12LL-t később a Bisznovat LM–15 szuperszonikus légicélhoz a Bondarjuk-tervezőirodában kifejlesztett RD–550 típusú sugárhajtómű légi próbáihoz használták.

## Műszaki adatok

### Méret- és tömegadatok
- Fesztávolság: 18,86 m
- Hossz: 16,45 m
- Szárnyfelület: 48,80 m²
- Üres tömeg: 8993 kg
- Normál felszálló tömeg: 14 700 kg
- Maximális felszálló tömeg: 15 720 kg

### Hajtóművek
- Hajtóművek száma: 2 db
- Típusa: RD–45
- Tolóereje: 21 kN (egyenként)

### Repülési adatok
- Maximális sebesség: 783 km/h (4000 m-en)
- Utazósebesség: 564 km/h
- Emelkedőképesség: 10,4 m/s
- Hatótávolság: 2200 km
- Szolgálati csúcsmagasság: 11 370 m
- Hatótávolság: 2200 km (maximális felszálló tömeggel)

### Fegyverzet
- 1 db 23 mm-es NR–23 gépágyú
- 2 db 12,7 mm-es UBT géppuska
- 3000 kg bombaterhelés